# Gustavs Zemgals
Gustavs Zemgals (12 d'agost de 1871, parròquia de Džūkste - 6 gener de 1939) fou un polític letó i el segon president de Letònia.
Zemgals va néixer a Džūkste, Letònia. Va assistir a l'escola primària a la petita parròquia de Saka, i més tard l'educació la continuà a Riga al Nikolai Gymansium. Es va graduar per la Universitat de Moscou el 1899 amb una llicenciatura en Dret. Després va tornar a Letònia i va exercir d'advocat, editor d'un diari i activista polític.
El 1904, durant la Guerra Russo-Japonesa, Zemgals va ser mobilitzat i enviat al front, on va passar un any i mig, i on també va ser ascendit al rang de capità.
Després del seu retorn a Letònia el 1905, Zemgals va convertir en un dels creadors del nou diari liberal "Jauna diens Lapa" (Nova Pàgina del Dia) i va passar a convertir-se en editor d'aquest diari. També va ser editor del diari que va passar "Jauna diens Lapa" - "musu Laiki" (Our Times). El juliol de 1907, el Tribunal de Districte de Riga Zemgals condemnat a tres mesos d'arrest llarg del seu treball en "musu Laiki". Poc després, Zemgals va crear el Partit Democràtic de Letònia, juntament amb algunes altres activitats polítiques. En el període entre 1912 i 1914 Zemgals també va treballar en una revista "Domas" (pensaments).
Quan la Primera Guerra Mundial va començar, Zemgals va ser una vegada més mobilitzats i assignats inicialment a una divisió d'infanteria a la part mitjana de Letònia, però més tard va ser enviat a Finlàndia. Després del seu retorn a Riga, Zemgals va ser elegit com el president de la ciutat el 23 d'abril de 1917. A la tardor de 1917 el Consell Temporal de Riga repetidament Zemgals elegit com el president de la ciutat. En aquest moment, va ser actiu en el partit radical letó-democràtic.
Des de 1918, es va convertir en Zemgals actiu en els temporals del Consell Nacional de Letònia, on va treballar en assumptes relacionats amb els territoris ocupats de Letònia. Com a membre del Partit Radical letó-democràtic, es va convertir en el segon vicepresident del president de Taut Padome (Consell Popular), un òrgan de representació (consell) de Letònia partits polítics i organitzacions. La celebració d'aquest càrrec, va presidir el 18 novembre 1918 Reunió de Taut Padome, que va declarar la independència de Letònia. El 3 de desembre de 1918, va ser elegit com el president de l'Ajuntament de Riga.
Quan els bolxevics van anar guanyant poder i s'aproximi Letònia, la Padome Taut enviat Jānis Čakste Zemgals ia l'estranger per a representar els interessos de Letònia. Cakste, Zemgals i altres persones del govern es va anar a Copenhaguen en un vaixell de guerra britànic, però Zemgals tornar a Letònia, dos mesos més tard, on va intentar restaurar la Padome Taut, però Zemgals juntament amb un grup de polítics lleials va ser detingut per l'exèrcit alemany.
Més tard, va ser membre del Parlament letó (Saeima), del Partit del Centre Democràtic (Demokratiska Centra Partija) i ministre en diversos governs. El 1927, després de la mort de Jānis Čakste va ser elegit president de Letònia. Com el president, que va intervenir molt poc amb el treball del Saeima a la llei, només el retorn d'una llei per a la seva revisió a la Saeima una vegada, però Zemgals utilitzar el seu dret de concedir l'amnistia molt. Durant el seu temps com a president, Zemgals va concedir l'amnistia a 648 persones, 172 dels quals van rebre l'amnistia total. Es va exercir com a president fins a 1930, quan el seu termini de venciment, i es va negar a postular per a un segon mandat, malgrat haver estat convidat per molts per fer-ho.
Després de la seva presidència va acabar, Zemgals continuar les seves activitats polítiques i va ser triat en el Saeima quart on va ser un membre de la política exterior i les finances, el comerç i les comissions de la indústria. El 1931 i 1932 va ser també el ministre de Finances.
El 1926, Zemgals va ser condecorat amb l'Ordre de tres estrelles (el màxim guardó nacional de Letònia), classe 3 (classe 3, el més baix i la classe 1, el més alt). El 1929, va ser guardonat amb l'Ordre de tres estrelles, classe 1.
Durant els anys trenta, Zemgals publicat articles al diari "Jaunākās Ziņas".
El 6 de gener de 1939 Zemgals va morir i va ser enterrat a Riga. El 1990, un monument va ser construït en honor de Zemgals a Džūkste, lloc del seu naixement.